# Барон Страталмонд
Барон Страталмонд из Памферстона в графстве Мидлотиан — наследственный титул в системе Пэрства Соединённого королевства. Он был создан 18 февраля 1955 года для британского предпринимателя сэра Уильяма Фрейзера (1888—1970). Он был председателем Англо-персидской нефтяной компании (известной как BP с 1954 года) с 1941 по 1956 год. Его сын, Уильям Фрейзер, 2-й барон Страталмонд (1916—1976), был управляющим директором Кувейтской нефтяной компании и директором BP, затем председателем судостроительной компании Govan Shipbuilders. 
По состоянию на 2025 год носителем титула являлся сын последнего, Уильям Робертсон Фрейзер, 3-й барон Страталмонд (род. 1947), который сменил своего отца в 1976 году.

## Бароны Страталмонд (1955)
- 1955—1970: Уильям Фрейзер, 1-й барон Страталмонд (3 ноября 1888 — 1 апреля 1970), сын Уильяма Фрейзера[1];
- 1970—1976: Уильям Фрейзер Фрейзер, 2-й барон Страталмонд (8 мая 1916 — 27 октября 1976), единственный сын предыдущего[2];
- 1976 — настоящее время: Уильям Робертсон Фрейзер, 3-й барон Страталмонд (род. 22 июля 1947), единственный сын предыдущего[3];
  - Наследник титула: достопочтенный Уильям Гордон Фрейзер (род. 24 сентября 1976), старший сын предыдущего;
    - Наследник наследника: Уильям Гарри Робертон Фрейзер (род. 6 мая 2014), единственный сын предыдущего.